# Luca Parmitano
Luca Parmitano (27 de septiembre de 1976, Paternò, Italia) es un astronauta italiano en el Cuerpo Europeo de Astronautas de la Agencia Espacial Europea (ESA). Los astronautas trabajan en misiones en la Estación Espacial Internacional. Fue seleccionado como astronauta de la ESA en mayo de 2009. Parmitano también es teniente coronel y piloto de la Aeronautica Militare.

## Antecedentes
La ciudad natal de Parmitano es Paternò (Catania). Está casado con la estadounidense Kathy Dillow y tiene dos hijas. Él es un buceador activo y disfruta de snowboarding, el paracaidismo, entrenamiento con pesas y natación. Otros intereses incluyen la lectura y escuchar música de agua.

## Estudios
Parmitano se graduó en el Liceo Scientifico Statale "Galileo Galilei" de Catania, en 1995. Pasó un año (1993) como estudiante de intercambio en Estados Unidos con Programas Interculturales AFS.
En 1999, completó una licenciatura en ciencias políticas en la Universidad de Nápoles Federico II, con una tesis sobre el derecho internacional. En 2000, se graduó con curso académico Sparviero IV, de la Accademia Aeronautica italiana, en Pozzuoli.

## Carrera

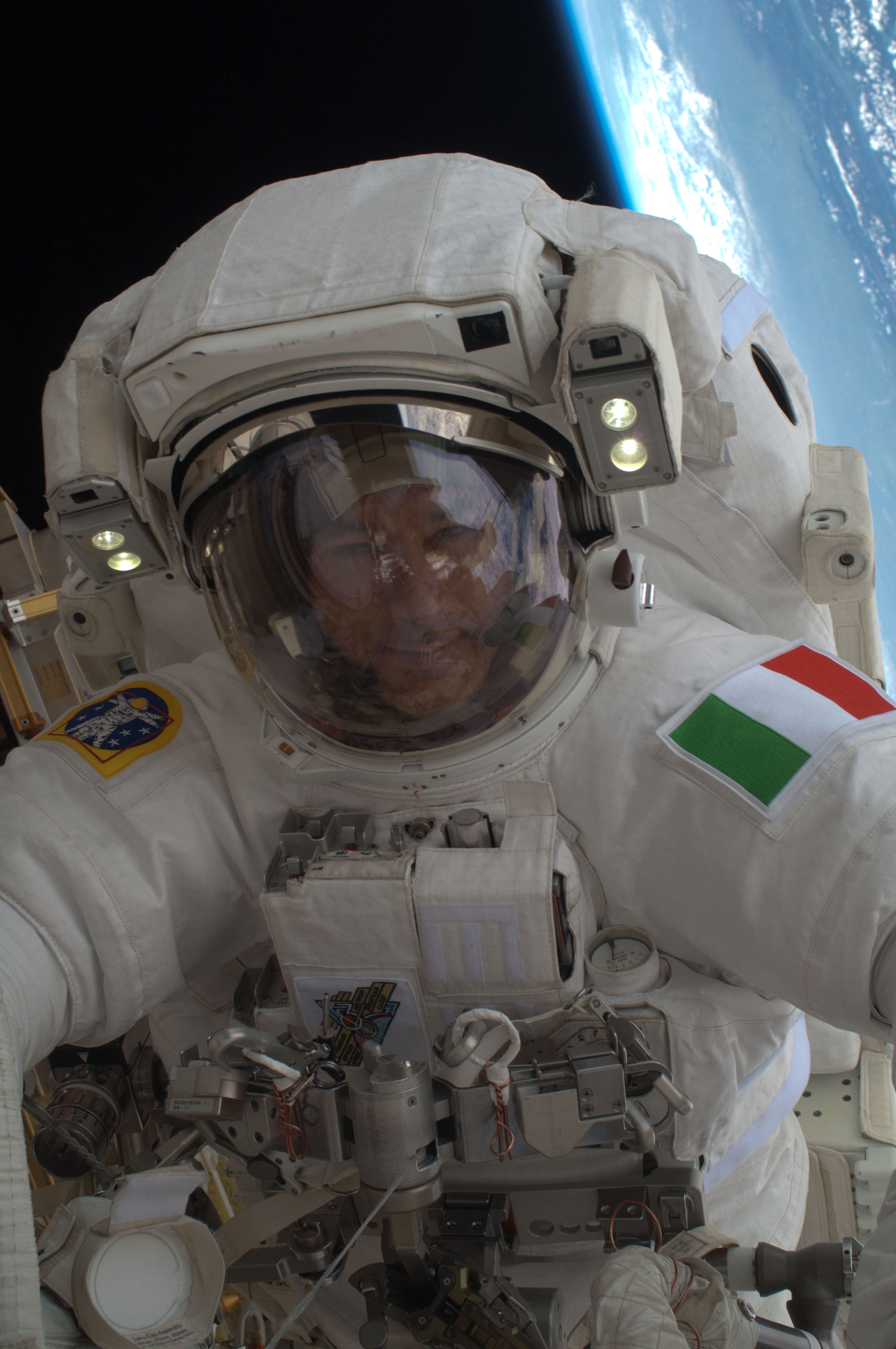
Parmitano durante una sesión de actividad extravehicular (EVA).

Parmitano tiene el rango de maggiore (mayor) en la Fuerza Aérea Italiana. Es también un astronauta de la Agencia Espacial Europea. Ha registrado más de 2000 horas de vuelo, está clasificado en más de 20 tipos de aviones militares (tanto de ala fija y helicópteros) y ha volado más de 40 tipos de aeronaves.
Tras la finalización de la formación de pilotos de licenciatura en 2001, Parmitano voló el avión AMX con el Escuadrón 13°, Ala 32ª de Amendola, Apulia, desde 2001 hasta 2007. Durante ese tiempo, obtuvo todas las calificaciones de la aeronave, incluyendo; Listo para el combate, Líder Cuatro buques, y comandante de la misión / Líder del paquete.
Dentro del Escuadrón 13.ª, se desempeñó como jefe de la Sección de Formación y Comandante del Vuelo 76. También fue el oficial de guerra electrónica del Ala 32ª (EWO).
En 2007, fue seleccionado por la Fuerza Aérea italiana para convertirse en un piloto de pruebas y calificado como piloto de pruebas experimentales en Epner, la escuela de piloto de pruebas francés en Istres.
En mayo de 2009, Parmitano fue seleccionado como astronauta de la ESA. En febrero de 2011, fue asignado como ingeniero de vuelo de la Expedición 36/37 (una misión de larga duración a la Estación Espacial Internacional), que puso en marcha a bordo de Soyuz TMA-09M el 28 de mayo de 2013 y llegó a la ISS el 29 de mayo. La misión se llamó Volare, que significa "volar" en italiano y es una reminiscencia de una canción muy famosa por el cantante italiano Domenico Modugno.
Durante el año 2019 volvió a subir a la ISS, a bordo de la Soyuz MS-13 el 20 de julio, formando parte de la Expedición 60/61, y siendo el Comandante en esta segunda expedición. Regresó a la tierra con éxito el 6 de febrero de 2020 tras 200 días y 16 horas en el espacio, acompañado de la astronauta americana Christina Koch y el ruso Alexandr Skvortsov.

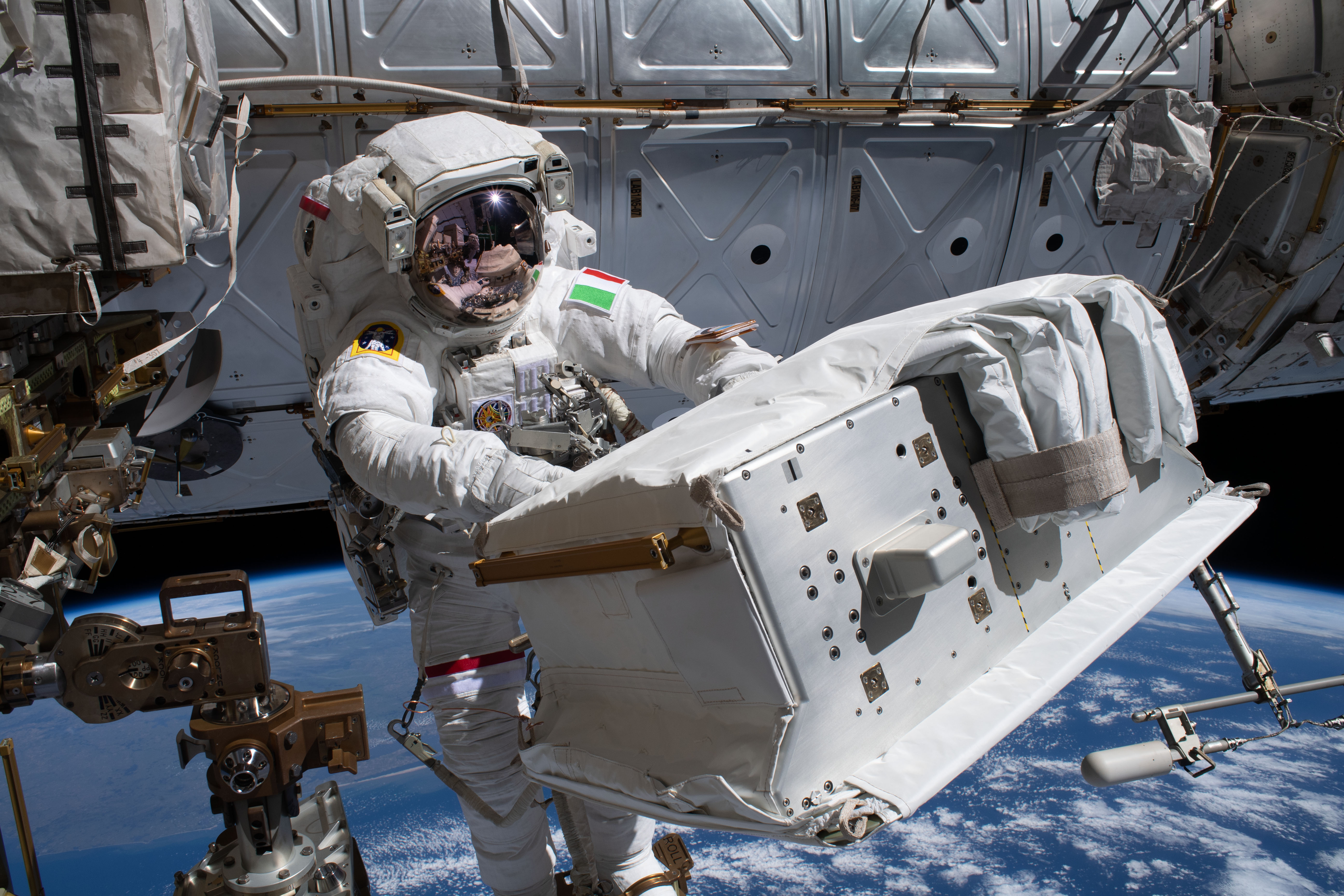
ISS-61 EVA-6 (b) Luca Parmitano porta el nuevo sistema de bomba térmica